# Ⱂ
Cette page contient des caractères spéciaux ou non latins. S’ils s’affichent mal (▯, ?, etc.), consultez la page d’aide Unicode.
Pokoï (Покой en cyrillique ; capitale Ⱂ, minuscule ⱂ) est la 18e lettre de l'alphabet glagolitique.

## Linguistique
La lettre sert à noter le phonème /p/.

## Historique
La lettre pourrait provenir de la lettre pi (π) de l'alphabet grec.

## Représentation informatique
- Unicode :
  - Capitale Ⱂ : U+2C12
  - Minuscule ⱂ : U+2C42